# Michel Tabarié
Michel Marie Étienne Victor Tabarié vicomte, né à Montpellier le 6 juin 1768, mort à Montfort-l'Amaury le 30 juillet 1839, homme politique français.
- Sous-secrétaire d'État au département de la Guerre du 9 mai 1816 au 17 septembre 1817 dans le gouvernement Armand du Plessis de Richelieu (1)